# Ron Spielman
Ron Spielman (* 17. März 1964 in Schweinfurt) ist ein deutscher Sänger, Gitarrist und Komponist. Seine Musik verbindet die Stilrichtungen Singer-Songwriter, Folk, Popmusik, Jazz, Blues, Soul und Rockmusik.

## Werdegang
Als Sohn eines US-Amerikaners und einer Deutschen wuchs Ron Spielman in Schweinfurt auf. Seine erste Gitarre bekam er im Alter von 14 Jahren. Als Autodidakt brachte er sich selbst die ersten Akkorde und Licks bei und orientierte sich dabei an Jimi Hendrix, dem Mahavishnu Orchestra, Cream, Free und Traffic. Eine Begegnung mit einem GI brachte Spielman in den Kreis amerikanischer Musiker, die ihm in zahlreichen Jam-Sessions einen professionellen Zugang zum Instrument verschafften.
In den 80er-Jahren startete er eigene Bandprojekte, es folgten Aufenthalte in New York City und Boston sowie Tourneen und Auftritte mit der Little River Band, Steve Marriott, Dave Stewart, der Chick Corea Electric Band, Bob Geldof, der Climax Blues Band, Johnny Guitar Watson und vielen anderen.
Nach der Veröffentlichung seiner Solo-Alben Skin & Wire (1991), Solution (1994) und Electric Sonnet (1996) zog Spielman 1999 von Schweinfurt nach Berlin, um sich neuen musikalischen Herausforderungen zu stellen. Drei weitere Soloalben erschienen, bevor er 2007 das Ron Spielman Trio mit Edward Maclean am Bass und Benny Greb am Schlagzeug gründete. Zwei Alben entstanden in dieser Formation: Absolutely Live (2008) und Electric Tales (2012).
Zwischen 2008 und 2014 war Spielman regelmäßig im Sat. 1-Frühstücksfernsehen zu sehen, wo er als musikalischer Leiter unter anderen mit Tommy Emmanuel, Jamie Oliver, Beth Hart und Bootsy Collins live auftrat.
2013 erschien sein bislang zehntes Album, Swimming in the Dark. 2016 gründete Spielman zusammen mit Keyboarder Werner Goldbach, Bassist Joh Weisgerber und Schlagzeuger Uwe Breunig eine neue Band namens Spielman In Bad Company, mit der er die Alben Sweet Songs For the Dying (2017) und In Another World (2022) veröffentlichte. 2018 erschien mit Tip of My Tongue ein reines Instrumentalalbum, auf dem Spielman Songs seiner letzten vier Soloalben neu interpretiert. Zwischen 2019 und 2023 folgten mehrere Digital-Veröffentlichungen (unter anderen The Rehearsal Sessions). Im Mai 2024 veröffentlichte Spielman mit Lifeboat sein neuestes Werk. Musikalisch anzusiedeln zwischen Alternative Rock und Singer-Songwriter wurde das Album bereits 2022 aufgenommen. Produziert wurde das Album von Charis Karantzas, der auch Gitarren und Backing Vocals beisteuerte. Thomas Stieger und Julian Külpmann, zwei langjährige Weggefährten Spielmans, sind an Bass und Schlagzeug zu hören. 
Als Gitarrist steht Spielman regelmäßig unter anderen mit Andreas Kümmert, Flo Mega und Ivy Quainoo auf der Bühne.
2011 schloss Spielman die dreijährige Ausbildung zum Lehrer der Alexander-Technik in der Schule von Dan Armon in Berlin ab.

## Diskografie
- Ron Spielman: Skin & Wire (1991, Power Sound Records)
- Ron Spielman: Solution (1994, Power Sound Records)
- Ron Spielman: Electric Sonnet (1996, Power Sound Records)
- Ron Spielman: Sessions (2000, Power Sound Records)
- Ron Spielman: Intelligent People (2001, Bellaphon)
- Ron Spielman: From My Songbook (2005, frimfram)
- Ron Spielman: Hilltop Garden (2007, frimfram)
- Ron Spielman Trio: Absolutely Live (2008, Phonector)
- Ron Spielman Trio: Electric Tales (2012, Grundsound)
- Ron Spielman: Swimming in the Dark (2013, Grundsound)
- Spielman in Bad Company: Sweet Songs for The Dying (2017, Urban Tree Music)
- Ron Spielman: Tip of My Tongue (2018, Blackbird Music)
- Ron Spielman: The Rehearsal Sessions (2019, Blackbird Music)
- Ron Spielman: In A Nutshell (EP, 2021, Blackbird Music)
- Spielman in Bad Company: In Another World (2022, Urban Tree Music)
- Ron Spielman: No Bells, No Whistles (EP, 2023, Blackbird Music)
- Ron Spielman: Lifeboat (2024, Electric Tales Records)